# 운암사 (문경시)
운암사는 대한 불교조계종 제8교구 본사 직지사의 말사로, 경북 문경시 불정동 342번지 재악산 정상 부근에 위치하고 있다. 신라시대에 창건되었다.